# Pfauenaugen-Stechrochen
Der Pfauenaugen-Stechrochen (Potamotrygon motoro) gehört zur Familie der Süßwasserstechrochen.

## Aussehen
Die Pfauenaugen-Stechrochen können bis zu 80 cm im Durchmesser groß werden. Die Männchen besitzen an den Bauchflossen fingerstarke Verdickungen, bleiben in der Regel um einiges kleiner und sind kontrastreicher aposematisch gefärbt (Warnfärbung) als die Weibchen.
Sie haben am Schwanz einen Giftstachel, dessen Gift sehr gefährlich ist; selbst Kratzer sind schmerzhaft. Tritt man auf einen im Sand vergrabenen Rochen, schlägt er mit dem Schwanz um sich. Dadurch kommt es in Südamerika jährlich zu tausenden Unfällen, die für kleine Kinder tödlich verlaufen können. Aus diesem Grund sind sie in der Bevölkerung mehr gefürchtet als die Piranhas.

## Lebensraum
Ihr Lebensraum sind die großen Flüsse Südamerikas, vor allem der Amazonas und Orinoco. 

## Lebensweise

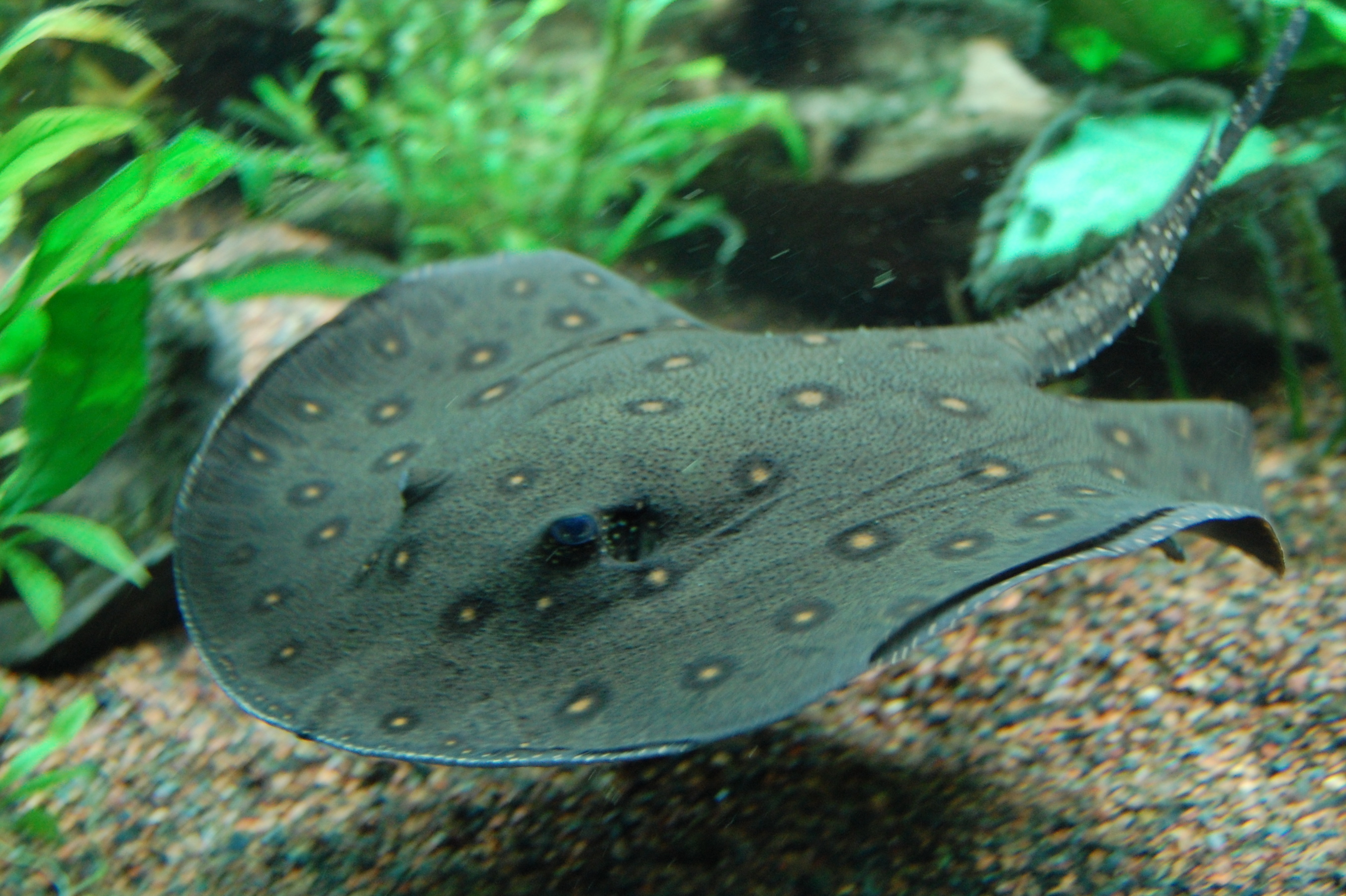
Dunkler Pfauenaugen-Stechrochen im New England Aquarium

Die Rochen sind je nach Alter tag- und/oder nachtaktiv und durchwühlen den Flussgrund nach Würmern, Kleinkrebsen, Schnecken, Muscheln und Fischen.
In der Nacht suchen sie flache Uferbereiche auf und vergraben sich bis zum nächsten Morgen. Junge Rochen graben sich häufig tagsüber ein und gehen erst im Schutz der Dämmerung auf Nahrungssuche.
Die Giftdrüsen produzieren Komponenten, die reich an den Proteinen Hyaluronidase, Cystatin und Calglandulin sind, welche auch aus anderen Tieren bekannt sind, sowie die spezifischen Genprodukte DELTA-alicitoxin-Pse1b, Augerpeptid hhe53 und PI-actitoxin-Aeq3a, deren Wirkweise noch ungeklärt sind.

## Fortpflanzung
Nach einer Tragezeit von etwa drei bis vier Monaten bringen die lebendgebärenden Rochen zwischen 1 und 12 vollentwickelte Junge mit einem Körperdurchmesser von 6 bis 17 cm zur Welt.

## Systematik
Die Rochenart wurde 1841 durch die deutschen Zoologen Johannes Müller und Jakob Henle unter der Bezeichnung Taeniura motoro erstmals wissenschaftlich beschrieben. Später wurde sie der Gattung Potamotrygon zugeordnet. Wie eine Mitte 2021 veröffentlichte Untersuchung über die Verwandtschaft der Süßwasserstechrochen ergab, ist sie jedoch keine monophyletische Art, sondern die Populationen aus verschiedenen Flusssystemen sind näher mit anderen Süßwasserstechrochen aus den gleichen Flusssystemen verwandt als mit ihren Artgenossen aus anderen Flusssystemen. So bilden die im Flusssystem von Río Paraná und Río Paraguay gefangenen Exemplare von Potamotrygon motoro eine gemeinsame Klade mit den Arten Potamotrygon amandae, Potamotrygon falkneri, Potamotrygon histrix und Potamotrygon pantanensis und lassen sich genetisch von diesen Arten nicht klar oder überhaupt nicht unterscheiden. Im Rio Tocantins bildet die dortige Population von Potamotrygon motoro eine Klade mit Potamotrygon rex, die dort endemisch ist, und der Population von Potamotrygon orbignyi, ebenfalls eine nicht monophyletische Art, aus diesem Flusssystem.

## Gefährdung
Die Pfauenaugen-Stechrochen werden gespeert, wenn sie im Flachwasser erreichbar werden. Sie werden aber auch mit Leinen für kommerzielle Zwecke gefangen. Jungexemplare werden für den Zierfischhandel entnommen. Die möglicherweise größte Bedrohung für diese Art leitet sich aus dem Abbau der Lebensräume her, der durch das Eindämmen des Rio Parana-Systems zugunsten der Schifffahrt, für Wasserkraftwerke und für die Anlage von vielen Häfen entlang des Flusses entsteht. 
Die Weltnaturschutzunion IUCN stellt den Pfauenaugen-Stechrochen in die
Rote Liste gefährdeter Arten, kann aber mangels ausreichender Daten (Data Deficient) keine nähere Beurteilung der Gefährdung festlegen.